# Luan Santana
Luan Rafael Domingos Santana (Campo Grande, 13 de março de 1991) é um cantor e compositor brasileiro. Iniciou sua carreira em 2009, com o lançamento do álbum independente Tô de Cara, e chegou ao estrelato com a canção "Meteoro". No final daquele mesmo ano, lançou seu primeiro álbum ao vivo, Luan Santana Ao Vivo, o qual tornou-se um dos mais vendidos durante todo o ano de 2010, vindo a ser certificado com multi-platina, e foi indicado ao Grammy Latino de Melhor Álbum de Música Sertaneja. Seu segundo álbum ao vivo, intitulado Ao Vivo no Rio (2011), gerou cinco singles, sendo que todos atingiram a primeira posição na parada de singles da Billboard Brasil. Em 2012, Luan lança seu segundo álbum de estúdio, Quando Chega a Noite. O álbum, que lhe rendeu uma segunda indicação ao Grammy Latino, atingiu a primeira posição no chart de álbuns da ABPD e teve como maiores sucessos "Você de Mim Não Sai", "Nêga" e "Incondicional". No ano seguinte, Luan lançou seu primeiro extended play (EP), Te Esperando. A faixa-título do EP se tornou um hit nas rádios, atingindo a primeira posição entre as mais executadas no Brasil.
Ainda em 2013, Santana lança seu terceiro álbum ao vivo, O Nosso Tempo É Hoje, que vendeu mais de 250 mil cópias e gerou os singles "Tudo Que Você Quiser" e "Cê Topa?". O seu quarto álbum ao vivo, Acústico (2015), atingiu a primeira posição nos rankings da ABPD e gerou três singles que culminaram a tabela Hot 100 Airplay: "Eu Não Merecia Isso", "Escreve Aí" e "Chuva de Arroz". Em 2016, o cantor lançou seu terceiro álbum de estúdio, 1977, cujo título e conceito são uma homenagem às mulheres. O álbum deu à Luan sua terceira indicação ao Grammy Latino. O primeiro single do projeto, "Eu, Você, o Mar e Ela", se tornou mais um número um na carreira do artista, feito repetido com a segunda e terceira música de trabalho do álbum, "Dia, Lugar e Hora" e "Acordando o Prédio". Luan é o artista que mais vezes atingiu o topo da parada Hot 100 Airplay, da Billboard Brasil. Em 2017, ele lançou os singles "Acertou A Mão" e "Check-In". Em 2018, foram lançados os singles "Mamita" (versão em português) em parceria com a boyband CNCO, "2050", "MC Lençol e DJ Travesseiro" e "Próximo Amor" em parceria com o DJ Alok. Em agosto do mesmo ano, lançou o EP Live Móvel (Ao Vivo). O EP produziu singles como "Sofazinho" e "Vingança".

## Biografia
Luan Rafael Domingos Santana nasceu em 13 de março de 1991 em Campo Grande, no Mato Grosso do Sul, onde viveu até seus oito anos de idade; durante esse período, ele se mudou várias vezes, chegando a morar nas cidades de Maringá,
Manaus e Ponta Porã, por conta das transferências de trabalho de seu pai, que trabalhava em um banco. Sua mãe, por ser fã da cantora Elba Ramalho, se inspirou no nome do filho dela chamado Luã Mattar com o ator Maurício Mattar, acrescentando um "N" no lugar do "A" acentuado. É filho de Marizete Cristina Alves Domingos Santana, e Amarildo Aparecido de Santana, tem uma irmã chamada Bruna Domingos Santana. Luan sempre gostou de tocar violão, e aprendeu ainda quando criança por incentivo de seu Amarildo, o pai, que notou o talento do filho com o instrumento. Luan iniciou sua vida escolar na escola Nossa Senhora Auxiliadora e também passou por várias escolas, conforme se mudava com a sua família para outras cidades. Luan costumava levar seu violão para a escola e nas aulas vagas gostava de tocar, assim como nos intervalos. Luan também costumava tocar na Igreja que frequentou durante meses na cidade de Maringá. O cantor aos três anos de idade, na sua cidade natal, ele chamava atenção de toda a família com os acordes afinados das músicas sertanejas que não parava de cantar.
Clássicos como "Muda de vida" "Chico Mineiro" e "Cabocla Tereza" eram interpretados por Luan, sem nenhum erro na letra. Percebendo o seu talento, seu Amarildo lhe deu de presente um violão, para incentivar ainda mais o filho. A partir desse momento as apresentações ganharam uma atração a mais, Luan cantava e "tentava" dedilhar algumas notas musicais no instrumento, que se tornou seu inseparável companheiro a partir daí. Com a insistência de amigos e familiares, aos 14 anos Luan faz uma festa onde realizou sua primeira gravação. O local escolhido foi a cidade de Jaraguari, também em Mato Grosso do Sul, cidade natal dos seus pais e vizinha a Campo Grande. A principal música do repertório escolhido para aquele dia era "Falando Serio", que, até então, era inédita e carro-chefe nas suas apresentações e que logo mais tarde seria regravada por João Bosco & Vinícius.

## Carreira

### 2008–09:Tô de CaraeAo Vivo
Com um gravador amador, Luan Santana fez seus shows em 2008 que foi registrado como o primeiro CD. Mas ele não aprovou o resultado final, e acabou quebrando o CD por não ter gostado da qualidade do som. Já um amigo, que era conhecido como Salsicha ficou com uma cópia e acabou colocando no Youtube o que rapidamente acabou se espalhando e sendo aprovado pelo público que começou a pedir a música nas rádios de Mato Grosso do Sul, Goiás, Rondônia e Paraná. No dia 11 de agosto de 2007, na pequena cidade de Bela Vista (MS), Luan Santana subiu ao palco pela primeira vez. Na época, Luan não cantava profissionalmente, nunca havia gravado sequer uma música em estúdio, mas foi contratado para este show devido o sucesso que ele fazia nas rádios da região com a música "Falando Sério". A partir daí, a agenda de Luan começou a ser dividida entre os estudos e os shows que começaram a ser marcados. Com agenda lotada de shows durante todo o ano de 2008. No ano seguinte foi lançado seu álbum de estreia, Tô de Cara, que vendeu mais de 50 mil cópias, sendo certificado com ouro pela ABPD. Assim que o CD ficou pronto, duas músicas começaram a aparecer como as preferidas do público de Luan Santana – "Tô de Cara" e "Meteoro" com isso ele começa a ser um dos artistas mais executados das rádios do Brasil e em poucas semanas o vídeo "Meteoro" atinge a marca de 10 milhões de acesso no Youtube. No verão de 2009, começa a explosão do jovem cantor, Luan quebra todos os recordes de público pelas cidades onde se apresenta, conquistando cada vez mais fãs e seguidores por onde passa.
Com o sucesso das músicas deste CD, em agosto ele novamente é convidado a participar da ‘Festa do Peão de Barretos’ e desta vez, se apresentou para um público de 50 mil pessoas, que cantam junto com ele seus principais sucessos. Luan recebeu destaque da mídia especializada de Barretos que o consideraram um dos maiores exemplos de ‘fenômeno da música sertaneja’.
Já que a agenda lotada não permitia que Luan Santana parasse e entrasse em estúdio para gravar o segundo CD, ele decidiu que o trabalho seria ao vivo e gravado em diversas cidades do Brasil por onde apresentava seu show. Luan Santana - Ao Vivo foi lançado ainda em 2009.Viajando por todo Brasil para mostrar seu novo trabalho, Luan leva para estrada um espetáculo de luzes, som e efeitos especiais com uma grande produção, digna de um grande artista, que o Brasil já começa a conhecer, através do inconfundível timbre de voz e pelo carisma que tem no palco - marca registrada deste jovem, que promete mexer com o mercado sertanejo.
Luan Santana participa de grandes eventos sertanejos como Caldas Country, Festa do Peão de Barretos, além das principais Festas de Peão e Exposições Agropecuárias de todo Brasil. A agenda de Luan Santana fechou o ano de 2009 com 300 shows realizados pelo Brasil, com média de 25 apresentações por mês; ele leva até seu público, um grande espetáculo porque Luan Santana se dedica a fazer o que ele mais gosta Cantar.

### 2010–12:Ao Vivo no RioeQuando Chega a Noite

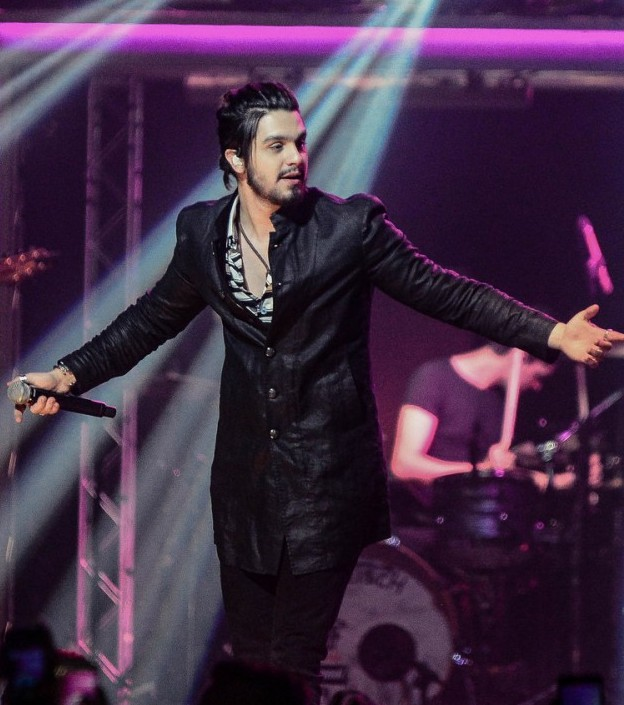
Santana em 2016

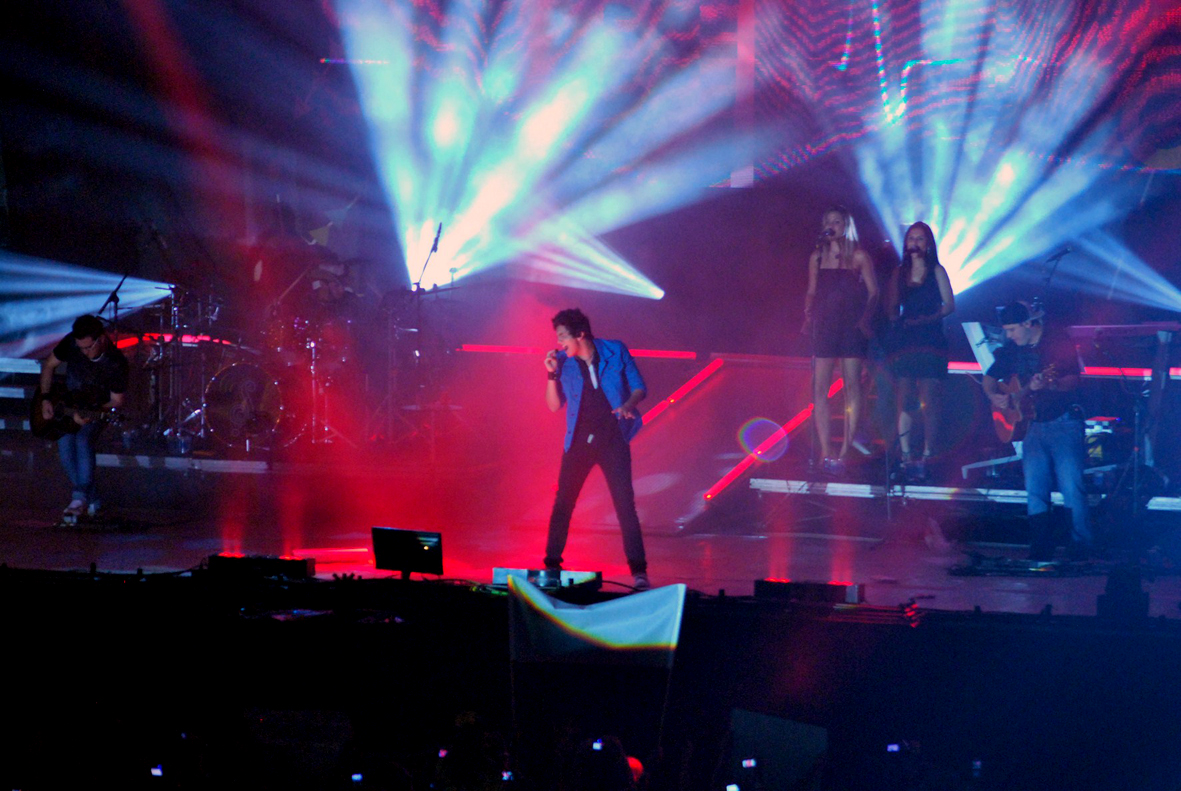
Santana em apresentação.

Contratado pela gravadora Som Livre, em novembro Luan lança seu primeiro álbum ao vivo Luan Santana - Ao Vivo que foi gravado em 25 de agosto de 2009 no Parque das Nações Indígenas em Campo Grande que chegou as lojas no início de dezembro. Durante o prêmio Melhores do Ano, no Domingão do Faustão da Rede Globo em 2009, Luan consagrou-se vencedor na categoria Revelação do Ano. O novo trabalho chegou às lojas em dezembro e em poucos meses o cantor já é premiado com o CD e DVD Duplo de Platina, registrando a marca de 300 mil CD e DVD vendidos e fechando o ano de 2010 como o maior vendedor de discos do Brasil, segundo a ABPD. Em janeiro de 2010, Luan Santana faz uma participação de uma semana na novela da Rede Globo, Malhação, interpretando ele mesmo. O segundo álbum ao vivo do Luan Santana, intitulado Luan Santana Ao Vivo no Rio foi gravado no dia 11 de dezembro de 2010 na HSBC Arena, na Barra da Tijuca, zona oeste do Rio de Janeiro. O cantor apresentou uma megaprodução que teve direito a até uma catapulta — a mesma que Michael Jackson desenvolveu e usou em vários de seus shows. O músico apresentou 15 canções inéditas, entre elas A Bússola, Não Era pra Ser, Super-Herói e Palácios e Castelos, o cantor também recebeu Ivete Sangalo para cantar outra música inédita: "Química do Amor".
Ele também cantou, além de "Adrenalina", outras quatro músicas de seus três primeiros CDs: "Tô de Cara"; "Meteoro"; "Você não Sabe o que É Amor" e "Vou Voar" (essa com mais efeitos visuais). Além disso impressionou os fãs com um número de ilusionismo. Sob a assessoria do ilusionista Issao Imamura, o cantor "voou" bem alto até o teto da arena, içado por uma corda de aço. Depois de Ivete, ele se apresentou ao lado da cantora espanhola naturalizada mexicana Belinda Peregrín, na canção Meu Menino, Minha Menina, mais uma exclusiva. Luan também cantou com Zezé di Camargo & Luciano. Segundo a assessoria de Luan, foram investidos R$ 4 milhões na produção do DVD, que ainda contou com um staff de 800 profissionais e em torno de 25 carretas para transportar equipamentos. No Festival de Verão de Salvador, o cantor teve uma queda de pressão durante sua apresentação no palco e precisou se retirar do evento, Luan teve uma queda de pressão e logo foi atendido em uma ambulância, logo depois ele lamentou: "Era minha primeira vez em Salvador e, infelizmente, aconteceu isso". No dia 03 de setembro de 2011, Luan Santana se apresentou no Brazilian Day, um festival promovido pela Rede Globo que reúne vários artistas brasileiros em um palco montado nas ruas de Manhattan.
Em abril de 2012, lança seu segundo álbum de estúdio, intitulado Quando Chega a Noite, traz as faixas mais recentes do cantor, incluindo "Nêga", "Você de Mim Não Sai" e "Incondicional". Comparado aos seus lançamentos anteriores, Quando Chega a Noite tem cunho autoral, com Luan compondo sete das 17 faixas do álbum. Foi lançado com show do cantor em São Paulo. "Esse disco tem a minha cara: fiz sete músicas, ou seja, é o trabalho com mais composições minhas até hoje", revela. O CD é produzido pelo próprio Luan com a ajuda de Fernando Zorzanello Bonifácio, da dupla Fernando & Sorocaba, parceiros de longa data de Luan. A faixa "Você de Mim Não Sai" virou trilha sonora da novela Avenida Brasil da Rede Globo.

### 2013–15:O Nosso Tempo É HojeeAcústico

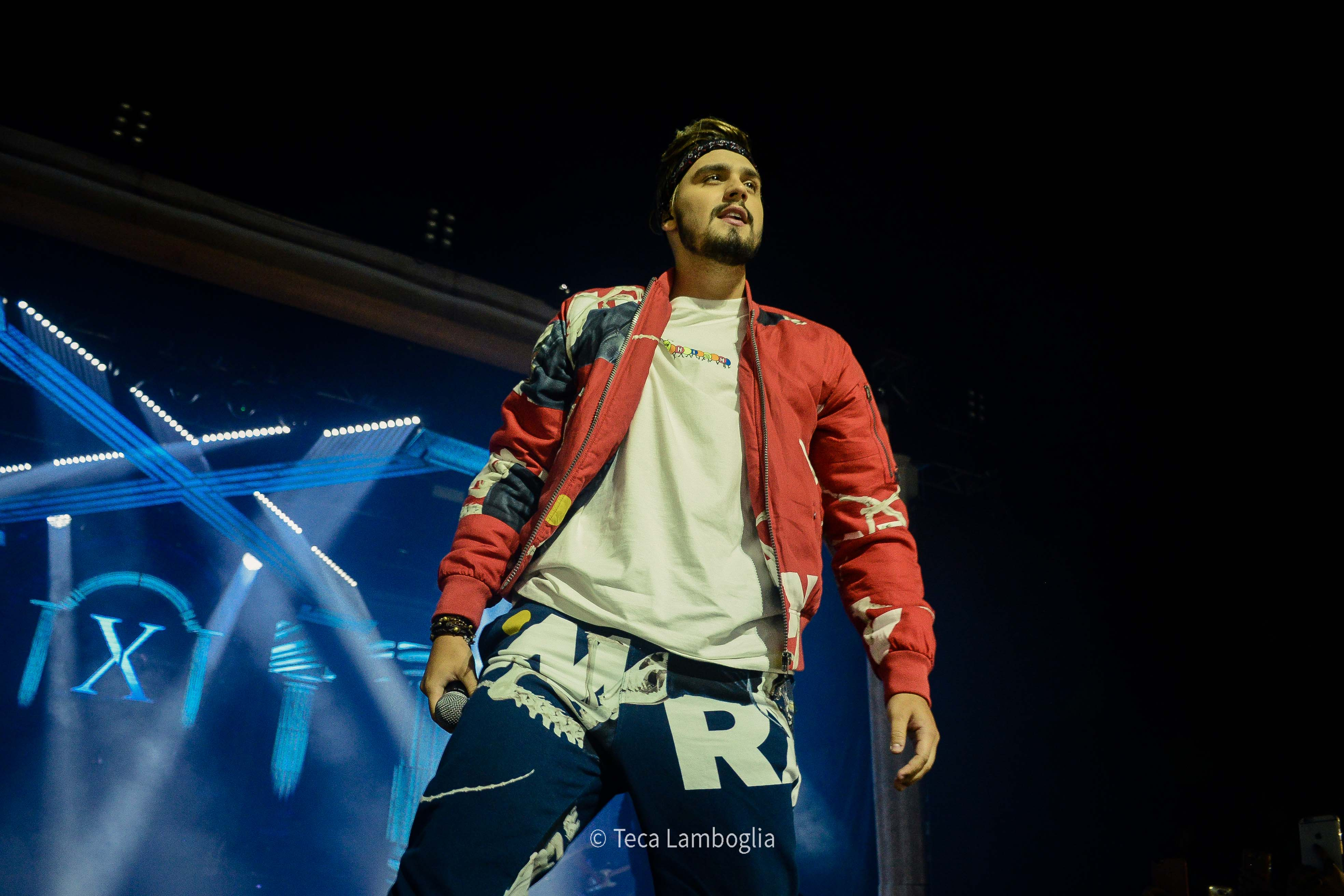
Luan Santana no Citibank Hall em 2018.

Em junho de 2013, Luan lança simultaneamente seu primeiro extended play (EP) intitulado Te Esperando, contendo a faixa homônima e "Sogrão Caprichou" como faixas de trabalho, e As Melhores... Até Aqui, sua primeira coletânea. Em julho de 2013, Luan gravou seu terceiro álbum ao vivo O Nosso Tempo É Hoje na Arena Maeda, em Itu, interior de São Paulo. O show teve como ideia inicial de construir um mundo do Luan e de seus fãs, assim a área do show foi fechada em 360° fazendo com que as pessoal ficassem ligadas no show e assistiram ver um espetáculo nunca feito antes no Brasil. O show que trouxe uma onda mais tecnológica para o show com vários efeitos especiais que contou com características de uma rave, como tintas neons, animadores entre outros que contaram para a animação do público, com Joana Mazzucchelli como diretora. Flores de lótus como chafarizes faziam parte do palco, juntamente com os camarotes em forma de uma "cabana". O DVD foi baseado em produções internacionais e a gravação custou R$3,5 milhões. Cerca de 5 mil pessoas também assistiram ao show em salas de cinema pelo Brasil. A gravação foi então lançada em 21 de outubro de 2013, com "Tudo Que Você Quiser" como primeiro single do projeto.
No mesmo mês, com a passagem do Papa Francisco pelo Brasil com a Jornada Mundial da Juventude, realizada no Rio de Janeiro, Luan foi um dos artistas que se apresentaram no palco do evento e cantou "Oração de São Francisco" diante de 3 milhões de fiéis na Praia de Copacabana. Também em julho, o cantor apresentou-se no Brazilian Day em Tóquio, Japão. Luan estreou a turnê do disco O Nosso Tempo É Hoje nos dias 21 e 22 de fevereiro de 2014 no Citibank Hall em São Paulo, e percorreu todo o páis. O palco também possui a presença de uma tecnologia bem valorizada por efeitos especiais, com 155 módulos de LED, 48 moving lights e 16 jarags, formando painéis de iluminação. Em 2014, participou da versão brasileira da canção "Bailando", um dueto com o cantor espanhol Enrique Iglesias. Esta versão foi incluída na compilação Duetos do cantor, lançada mais tarde naquele ano. O quarto álbum ao vivo do cantor, Acústico, foi gravado no dia 17 de dezembro de 2014 nos Estúdios Quanta, em São Paulo. O projeto foi de temática Anos 60, onde todos os convidados que foram escolhidos a dedo pelo cantor e sua equipe, foram vestidos a caráter da época. A gravação foi lançada no dia 14 de abril de 2015 pela Som Livre, contendo os singles "Eu Não Merecia Isso" e "Escreve Aí", que alcançaram o topo da parada Brasil Hot 100 Airplay.

### 2016–2020:1977eViva

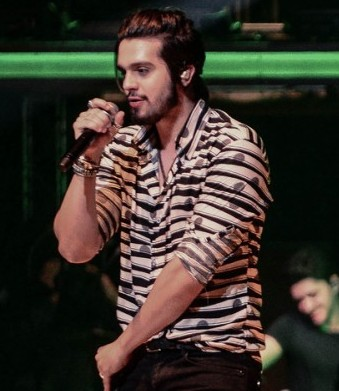
Santana se apresentando com a turnê A Caixa em 2016.

Em agosto de 2016, Luan gravou seu terceiro álbum de estúdio no Polo Cinematográfico de Paulínia; 1977, cujo título e conceito celebra as mulheres, foi lançado no dia 4 de novembro do mesmo ano; 1977 foi o ano da criação do Dia Internacional da Mulher pela ONU. O projeto conta com as participações das cantoras Ana Carolina, Anitta, Ivete Sangalo, Marília Mendonça, Sandy e a atriz Camila Queiroz. Antes de seu lançamento oficial, o DVD foi exibido em diversas salas de cinema do País. O CD atingiu o pico de número 2 na tabela de álbuns da ABPD, enquanto o DVD atingiu o número 1 no chart de DVDs. Os singles "Eu, Você, o Mar e Ela" e "Dia, Lugar e Hora" se tornaram número um nas rádios.
Sobre o conceito de 1977, Luan comentou: "Quis celebrar a mulher nesse DVD. Seria só um registro em vídeo antes. O mais legal é que mostra tudo, desde o momento em que tive a ideia. Todo processo de criação". "Acordando o Prédio" foi lançada como terceiro single do álbum em janeiro de 2017 e atingiu o topo da tabela Hot 100 Airplay. "Mesmo Sem Estar" foi lançada como quarto single de 1977 no dia 29 de junho de 2017.
Em 2018, apresentou na Rede Globo o programa Só Toca Top ao lado de Fernanda Souza, a primeira e segunda temporada da atração, trazendo as músicas mais tocadas nos rankings de todas as plataformas digitais.
Em dezembro de 2019, ele recebeu o prêmio de Brasileiro do Ano pela revista IstoÉ.

### 2021–presente:Luan City
Após rescindir o contrato com a Som Livre em 2020 e ter lançado alguns projetos de forma independente, em 2021, Luan resolveu dar mais um passo na carreira musical ao assinar com a gravadora multinacional Sony. O movimento do cantor resume-se a ter uma carreira internacional. Luan em 10 anos de contrato com a Som Livre, gravadora da Globo, foi indicado 4 vezes ao Grammy Latino, além de ter acumulados 5,5 bilhões de streams combinados (ou seja, reunindo seu canal no YouTube e plataformas como Spotify e Deezer, por exemplo) e ter conquistado 82 posições no topo (#1) das rádios do Brasil. O contrato com a Sony foi assinado em 29 de janeiro de 2021, em reunião online com os presidentes da Sony Music Latina e Sony Music Brasil e com seu pai e empresário Amarildo.

## Vida pessoal
Em fevereiro de 2011, Luan Santana adquiriu uma mansão avaliada em cerca de R$ 10 milhões de reais em Londrina, no estado do Paraná onde reside com sua família. Luan é torcedor do Corinthians, e em 2012, o cantor já apareceu em uma foto no estádio Pacaembu na final da Libertadores contra o Boca Juniors.
Em 16 de outubro de 2012, Luan assumiu o namoro com a estudante de moda Jade Magalhães. Após 12 anos juntos, o relacionamento chegou ao fim em outubro de 2020. Em 2021, Luan começou a namorar com a modelo Izabela Cunha. Em julho de 2022, Luan e Izabela ficaram noivos. Em maio de 2023, o relacionamento de Luan e Izabela chega ao fim. Em fevereiro de 2024, Luan reata com Jade Magalhães.

## Discografia
Álbuns de estúdio
- Tô de Cara (2009)
- Quando Chega a Noite (2012)

Álbuns ao vivo e DVDs
- Ao Vivo (2009)
- Ao Vivo no Rio (2011)
- O Nosso Tempo É Hoje (2013)
- Acústico (2015)
- 1977 (2016)
- Live Movel (2018)
- Viva (2019)
- Luan City (2022)
- Luan City 2.0 (2023)

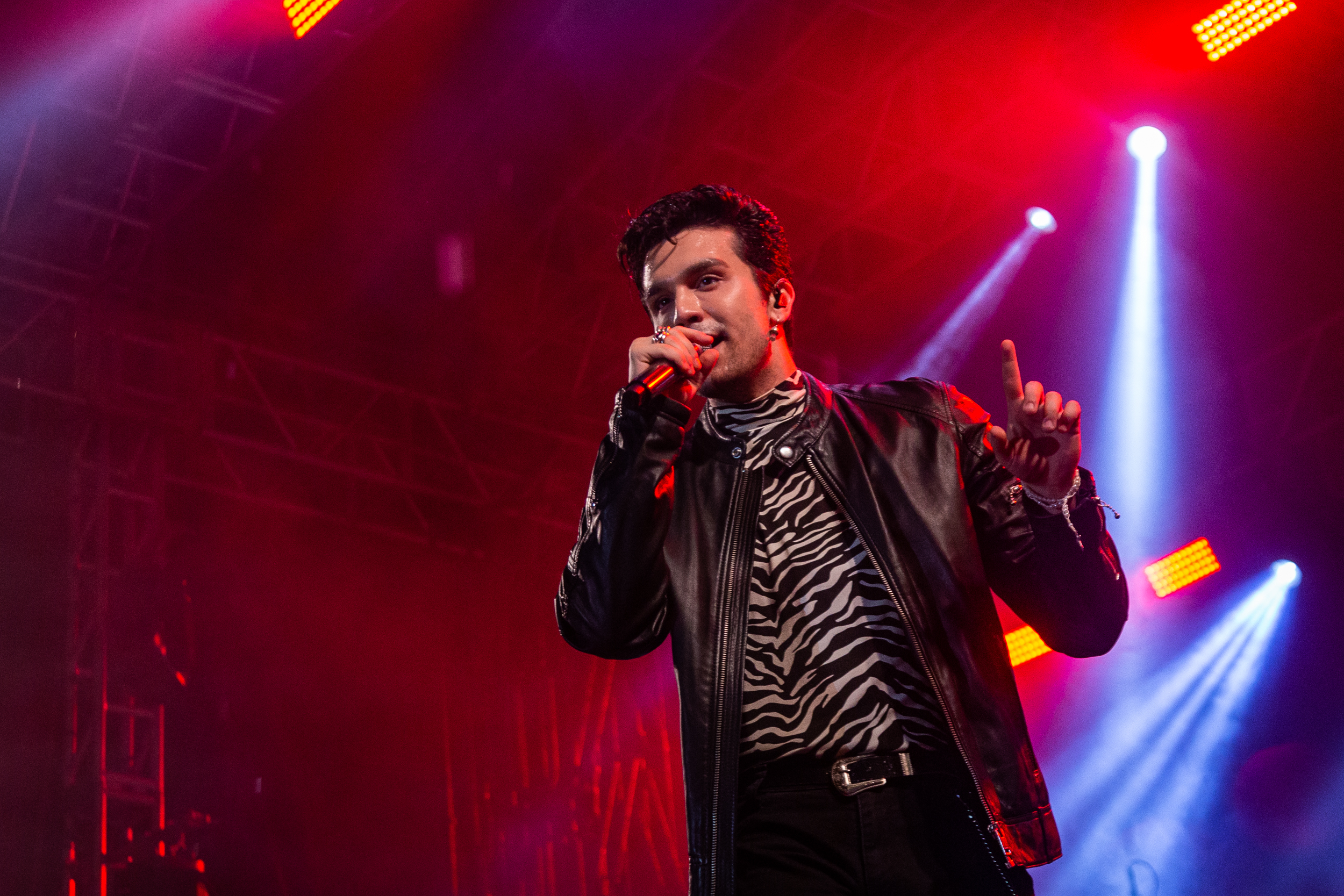
Santana ao vivo na Virada Cultural Paulista de 2022

- Luan Ao Vivo Na Lua - Crescente (2024)

## Filmografia

### Televisão
| Ano     | Título           | Cargo / Personagem | Notas                                |
| ------- | ---------------- | ------------------ | ------------------------------------ |
| 2010    | Malhação         | Ele mesmo          | Episódio: "18 de janeiro de 2010"    |
| 2011    | Morde & Assopra  | Ele mesmo          | Episódio: "13 de março de 2011"      |
| 2012    | Cheias de Charme | Ele mesmo          | Episódios: "6–7 de setembro de 2012" |
| 2014    | Malhação: Sonhos | Ele mesmo          | Episódio: "23 de setembro de 2014"   |
| 2014    | Vai que Cola     | Luan               | Episódio: "Casa Comigo"              |
| 2014    | Sai do Chão      | Apresentador       |                                      |
| 2017    | Rock Story       | Mutante            | Episódio: "5 de junho de 2017"       |
| 2017    | Canta, Luan      | Apresentador       |                                      |
| 2018-19 | SóTocaTop        | Apresentador       | [ 68 ]                               |

### Cinema
| Ano  | Título                       | Cargo / Personagem | Notas |
| ---- | ---------------------------- | ------------------ | ----- |
| 2018 | Chacrinha: O Velho Guerreiro | Calouro            |       |

## Turnês

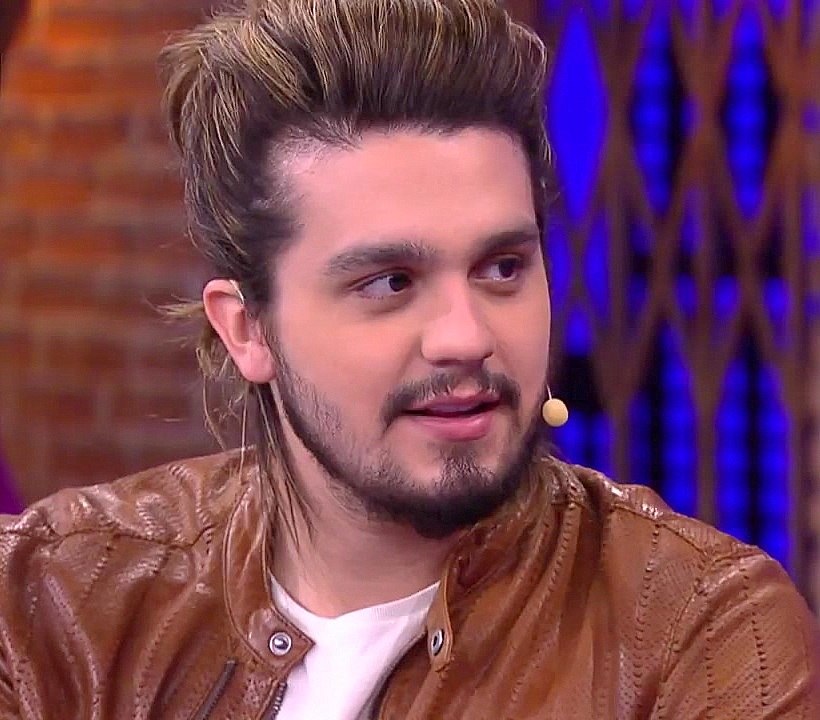
Santana durante o programa Lady Night (2019)

- Meteoro (2009–10)
- Internacional (2011-12)
- Quando Chega a Noite (2012–13)
- Te Esperando (2013-14)
- O Nosso Tempo É Hoje (2014–15)
- Acústico (2015–16)
- A Caixa (2016–17)
- Luan 1977 (2017–18)
- X Luan (2018-presente)